# American Horror Story: Roanoke
American Horror Story: Roanoke é a sexta temporada da série de televisão American Horror Story, da FX. A temporada estreou em 14 de setembro de 2016 e terminou em 16 de novembro de 2016.
Os membros do elenco que retornam de temporadas anteriores incluem Kathy Bates, Sarah Paulson, Lady Gaga, Lily Rabe, Denis O'Hare, Wes Bentley, Evan Peters, Cheyenne Jackson e Angela Bassett, junto com os novos membros de elenco Cuba Gooding Jr. e André Holland.

## Sinopse
Apresentada como uma série de documentários intitulada My Roanoke Nightmare, a história segue o casal Shelby Miller e Matt Miller que se mudam de Los Angeles para uma casa em Roanoke, na Carolina do Norte. Assim que o casal se instala, ocorrências estranhas e paranormais começam a assombrá-los. Casos como encontrar fitas de VHS sobre o Dr. Elias Cunningham falando sobre casos reais que ocorreram na casa, encontrar o fantasma de Edward Phillipe Mott, construtor da casa e descendente da família Mott, e encontrar a Colônia de Roanoke, liderada pela Açougueira, pela bruxa Scáthach e pelos filhos, como Ambrose White. Depois do seu grande sucesso nos Estados Unidos, My Roanoke Nightmare é renovada para uma "segunda temporada", intitulada Return to Roanoke: Three Days in the Hell, onde traz os atores e os que relataram os casos. Cada um tem um motivo para voltar á casa. Os atores Audrey Tindall, Dominic Banks, Rory Monahan e Monet Tumuslime, que interpretaram respectivamente Shelby Miller, Matt Miller, Edward Mott e Lee Harris no programa, voltam para a segunda temporada, junto com Shelby Miller, Matt Miller e Lee Harris. Então, a temporada traz a revelação de que quase todos os participantes morreram, sobrando apenas uma pessoa.

## Elenco e personagens

### Principal
- Kathy Bates como Agnes Mary Winstead
  - Thomasin White / A Açougueira em My Roanoke Nightmare
- Sarah Paulson como Audrey Tindall e Lana Winters
  - Shelby Miller em My Roanoke Nightmare
- Cuba Gooding Jr. como Dominic Banks
  - Matt Miller em My Roanoke Nightmare
- Lily Rabe como Shelby Miller
- André Holland como Matt Miller
- Denis O'Hare como William van Henderson
  - Dr. Elias Cunningham em My Roanoke Nightmare
- Wes Bentley como Dylan
  - Ambrose White em My Roanoke Nightmare
- Evan Peters como Rory Monahan
  - Edward Phillipe Mott em My Roanoke Nightmare
- Cheyenne Jackson como Sidney Aaron James
- Angela Bassett como Monet Tumusiime
  - Lee Harris em My Roanoke Nightmare

### Convidados especiais
- Lady Gaga como Scathach1
- Frances Conroy como Mama Polk1
- Finn Wittrock como Jether Polk

### Recorrente
- Adina Porter como Lee Harris
- Charles Malik Whitfield como Mason Harris1
- Colby French como Policial1
- Grady Lee Richmond como Ishmael Polk1
- Leslie Jordan como Ashley Gilbert
  - Cricket Marlowe em My Roanoke Nightmare
- Shannon Lucio como Diana Cross
- Robin Weigert como Mama Polk
- Jamie Martz como Oficial de câmera corporal

### Convidado
- Larry Cedar como Leiloeiro1
- John Pyper-Ferguson como Sr. Cage1
- Henderson Wade como Guinness1
- Doris Kearns Goodwin como ela mesma
- William R. Moses como Frank
- John Prosky como Equipe Jurídica de Produção
- Taissa Farmiga como Sophie Green
- Jon Bass como Milo
- Jacob Artist como Todd Connors
- Michael Whaley como Detetive Investigador
- Brian Howe como Mark Phillips
- Danielle Macdonald como Bristol Windows
- Julie Claire como Stephanie Holder
- Emma Bell como Tracy Logan
- Simone Baker como Flora Harris
- James Morosini como Bob Kinnaman
- Joe Spellman como Dave Elder

↑1 Estes atores interpretam seus personagens unicamente na re-encenação de My Roanoke Nightmare.

## Episódios
| N.º na série | N.º na temp. | Título                       | Dirigido por          | Escrito por                | Exibição original      | Audiência (milhões) |
| --- | ------------ | ---------------------------- | --------------------- | -------------------------- | ---------------------- | ------------------- |
| 64 | 1            | "Chapter 1" "(Capítulo 1)"   | Bradley Buecker       | Ryan Murphy & Brad Falchuk | 14 de setembro de 2016 | 5.14                |
| Shelby e Matt Miller são entrevistados em um documentário de televisão chamado My Roanoke Nightmare. Através de uma combinação de encenação dramática e depoimentos, o casal revela como foram parar na Carolina do Norte depois de serem atacados por homens desconhecidos, como parte de uma iniciação de uma gangue, que causou o aborto do bebê de Shelby. Enquanto na Carolina do Norte, o casal encontra uma casa colonial abandonada e uma tentativa de começar tudo de novo. Depois de se mudarem para a casa, acontecimentos estranhos e violentos começam a acontecer, o que ameaça a vida do casal. Quando Matt sai em uma viagem de negócios, ele pede a sua irmã, Lee, tomar conta de Shelby. Lee e Shelby não se dão bem, o que as coloca em risco, quando a casa é invadida por um grupo de pessoas empunhando facas e carregando tochas. A multidão deixa para trás totens assustadores e um vídeo de um homem sendo morto por uma criatura que tem a cabeça de um porco e o corpo de um homem. Quando Matt volta para casa e decide permanecer em vez de fugir, Shelby perde a cabeça e foge de carro, e acaba por atropelar uma mulher na estrada, que se levanta e sengue em meio a floresta, Shelby então decide seguir a mulher e testemunha um assassinato ritualístico na floresta. |              |                              |                       |                            |                        |                     |
| 65 | 2            | "Chapter 2" "(Capítulo 2)"   | Michael Goi           | Tim Minear                 | 21 de setembro de 2016 | 3.27                |
| Shelby assume para si mesmo que o ritual que ela testemunhou foi provavelmente encenado; Ela e Matt decidem permanecer na casa. Depois de descobrir um totem queimado na floresta perto da casa, Matt e Shelby finalmente pedem a ajuda da polícia local. Shelby e Matt descobrir um celeiro escondido na propriedade; lá, eles assistem uma gravação muito estranha criado por homem desconhecido. Eles era um residente anterior que veio para a casa para pesquisá-lo; ele detalha o uso anterior da casa como uma casa de repouso, onde duas irmãs cometeu vários assassinatos. Shelby e Matt perceber que eles estão presos, porque todo o seu dinheiro é amarrado em casa e eles não têm saída. Enquanto isso, Lee viola o seu acordo de custódia com seu ex-marido, e traz Flora para a casa em uma tentativa de passar tempo com ela. Flora encontra uma entidade, "Priscilla", que lhe diz que todos na casa será assassinado. Flora, em seguida, desaparece, e os adultos encontrá-la o hoodie no topo de uma árvore de pinho maciço. |              |                              |                       |                            |                        |                     |
| 66 | 3            | "Chapter 3" "(Capítulo 3)"   | Jennifer Lynch        | James Wong                 | 28 de setembro de 2016 | 3.08                |
| Embora a pesquisa de Flora, ex-marido de Lee é encontrado morto. Shelby suspeita Lee e as câmeras de segurança mostram que o seguia para fora da casa durante a noite. Enquanto isso, a família caipira desaparece, deixando para trás seus dois selvagens filhos. Cricket, um psíquico, afirma ser capaz de localizar Flora, e Lee lhe paga 25 mil dólares. Na entrevista documentário, Lee relutantemente discute o desaparecimento de sua primeira filha, muitos anos antes. Cricket revela que Priscilla é uma criança morta do século XVI, e a área é assombrada por espíritos liderados pela "Açougueira", anteriormente Thomasyn Branca, a primeira-dama da Colônia de Roanoke. Os colonos se rebelaram contra Thomasyn na ausência do marido e deixou por morto. Em desespero, ela deu sua alma para uma mulher misteriosa e violentamente retomaram o controle da colônia, obrigando-os a mudar para o que é agora propriedade de Shelby e Matt. Durante um confronto com os espíritos, Matt desaparece e Shelby encontrá-lo copulando com a mesma mulher misteriosa. Matt não recordar esses eventos e como eles argumentam a polícia chega para prender Lee, alertado por Shelby. |              |                              |                       |                            |                        |                     |
| 67 | 4            | "Chapter 4" "(Capítulo 4)"   | Marita Grabiak        | John J. Gray               | 5 de outubro de 2016   | 2.83                |
| Seguindo encontro de Matt com a mulher misteriosa, Shelby acha que Matt e Lee estão conspirando contra ela. Mais tarde naquela noite, Shelby é atacado pelo homem Piggy e é salvo pelo Dr. Cunningham. Dr. Cunningham revela a história da atividade paranormal da casa para a Miller. Ele revela que Thomasyn é responsável por todos os desaparecimentos na casa e todos eles ocorrem na mesma 6 dias ciclo lunar em outubro. Dr. Cunningham lidera a Miller para Flora, mas é morto por homens de Thomasyn. Como a casa do rush da Miller, eles encontram Cricket. Cricket cabeças de volta para a floresta e dá de cara com a mulher misteriosa que é revelado para ser o verdadeiro líder da Colônia de Roanoke. Ela mostra Cricket que realmente aconteceu com a colônia perdida de Roanoke. Através de sua própria experiência com a mulher misteriosa, Matt descobre que seu um pouco de sua história de fundo. Antes de Matt pode terminar aprendendo sua história de fundo, ele é interrompido por gritos de Shelby. mob de Thomasyn cercam a casa com Flora na sua posse, mas Priscilla ajuda a libertá-la. Todo o fugir para a casa e Shelby e Matt testemunhar a multidão estripar Cricket Miller. |              |                              |                       |                            |                        |                     |
| 68 | 5            | "Chapter 5" "(Capítulo 5)"   | Nelson Cragg          | Akela Cooper               | 12 de outubro de 2016  | 2.82                |
| Doris Kearns Goodwin revela os bastidores de um dos donos da casa Roanoke, Edward Philippe Mott, e sua subsequente posse da propriedade. Mott usou a propriedade como uma casa de armazenamento para sua coleção de arte e para conduzir atos homossexuais clandestinos com um membro da sua equipe. Durante a lua de sangue, ele foi sacrificado por Tomasyn e seus homens. No presente, a multidão de Tomasyn rodeia a casa pronta para matar os Millers. A multidão ataca a casa e quando tudo parece perdido, Edward Philippe Mott chega e leva os Millers para um esconderijo para uma passagem secreta que dá na floresta. No entanto, ele abandona os Millers na floresta, fazendo com que eles sejam sequestrado pela família Polk. Enquanto isso, Lee é libertada da prisão, devido à falta de provas. Os Millers tentam escapar, o que leva a Mama Polk quebrar a perna de Shelby com um machado. Os Polk devolvem os Millers para Tomasyn como vingança pela perda de seus dois filhos. Sendo assim, Tomasyn está prestes a sacrificar a família Miller, porém Ambrose a impede de completar o ritual e a empurra para o fogo em penitência para os pecadores da colônia. Então, Lee chega de volta na casa e ajuda os Millers fugir da propriedade em seu carro. |              |                              |                       |                            |                        |                     |
| 69 | 6            | "Chapter 6" "(Capítulo 6)"   | Angela Bassett        | Ned Martel                 | 19 de outubro de 2016  | 2.48                |
| My Roanoke Nightmare foi um enorme sucesso durante a sua execução, atraindo 23 milhões de telespectadores. Estimulado pelo seu sucesso, Sidney, o executivo da rede, que produziu, lança uma nova ideia intitulada Return to Roanoke: Three Days in Hell, onde os atores e os homólogos do mundo real são reunidos sob o telhado da casa Roanoke por três dias durante a lua de sangue. Sidney revela que sua motivação para produzir o acompanhamento é expor Lee pelo assassinato de Mason. A verdadeira Shelby Miller é relutante em participar na nova série, mas está convencida de que fazer isso evite uma chance de se reconectar com seu ex-marido. Como parte da nova série, a vida dos atores que vem retratando esses eventos serão explorados. Como a tripulação prepara a casa para as filmagens, eventos estranhos começam a acontecer. Como a série começa, os atores começam a ter um gosto dos verdadeiros horrores dentro da casa. É revelado que, ao longo da nova série, todos os participantes morreram em casa (exceto um) e que a série nunca chegou ao ar. A primeira vítima foi Rory, o ator que interpretou Edward Philipe Mott, que foi assassinado pelas duas enfermeiras. |              |                              |                       |                            |                        |                     |
| 70 | 7            | "Chapter 7" "(Capítulo 7)"   | Elodie Keene          | Crystal Liu                | 26 de outubro de 2016  | 2.62                |
| Depois do assassinato de Rory, Agnes, a atriz que interpretou Thomasyn, fica completamente consumida pelo seu papel como a Açougueira, e por não ter sido contrada para a nova série, ela assassina Sidney e toda a sua equipe de produção. Enquanto isso, as tensões na casa continuam quando Matt, Shelby e Dominic continuam a discutir sobre a infidelidade de Shelby, e Lee e Monet falam sobre o alcoolismo de ambas. Mais tarde, Agnes aparece e ataca Shelby, ferindo-a gravemente, obrigando Lee, Audrey e Monet irem para a floresta encontrar ajuda. No caminho para encontrar ajuda, Audrey e Monet começam a encontrar várias ocorrências sobrenaturais que os assustam. Eventualmente, as três mulheres são sequestradas pela verdadeira família Polk, e são levadas de volta para sua fazenda, onde a Mama Polk decide cortar a perna de Lee e alimentar Audrey e Monet com carne humana. Enquanto isso, dentro da casa, Dominic e Shelby se deparam com Matt fazendo sexo com a verdadeira Scathach. Matt admite que ele voltou para a casa por Scathach, fazendo Shelby assassiná-lo em uma raiva violenta. Mais tarde, Agnes aparece na frente da casa exigindo o rendimento de Shelby e Dominic, e de repente a verdadeira Thomasyn White e seus colonos aparecem e cercam Agnes. Enquanto tentava falar com sua "criadora", Agnes é morta por Thomasyn que a esfaqueou no rosto. |              |                              |                       |                            |                        |                     |
| 71 | 8            | "Chapter 8" "(Capítulo 8)"   | Gwyneth Horder-Payton | Todd Kubrak                | 2 de novembro de 2016  | 2.20                |
| Depois do assassinato de Agnes, Dominic e Shelby começam a elaborar um plano para escapar da casa. Eles primeiro decidem fugir para fora da casa pela passagem secreta, mas são barrados pelos fantasmas da família Chen atacando-os. Isso faz com que eles fujam e se tranquem no banheiro do andar de cima, mas não antes de ser atacado pelo homem Porco, a criatura da Açougueira. Uma vez que os dois estão em segurança dentro do banheiro, Shelby corta sua garganta conturbada com o assassinato de Matt. Enquanto isso, as três mulheres continuam a ser torturadas pela família Polk, com a perna de Lee sendo cortada, e Audrey tendo um de seus dentes arrancados de sua boca. Eventualmente, as mulheres conseguem escapar, matando dois Polks no processo. No entanto, apenas Audrey e Lee voltam para a casa, como Monet está sendo caçado pelos dois Polks restantes. De volta à casa, as duas mulheres se deparar com o corpo morto de Matt. Em seguida, os dois encontram corpo e Dominic de Shelby no banheiro. As duas culpam Dominic pela morte de Shelby e Matt, forçando-o para o corredor onde ele é assassinado pelo homem Porco. Na manhã seguinte, Dylan chega à casa para surpresa das duas mulheres. |              |                              |                       |                            |                        |                     |
| 72 | 9            | "Chapter 9" "(Capítulo 9)"   | Alexis Korycinski     | Tim Minear                 | 9 de novembro de 2016  | 2.43                |
| Sophie, Milo e Todd são três fanáticos pelo documentário My Roanoke Nightmare, eles se aventuram pela floresta para encontrar a casa em Roanoke, Os três param para tirar fotos na árvore onde o casaco de Flora foi encontrado, mas eles são interrompidos após uma mulher ensanguentada pedindo ajuda. Os três seguem a mulher floresta adentro e acham um carro capotado com o corpo da mulher dentro. Quando eles relatam para o polícia o que encontraram, a polícia diz que não encontraram nenhum corpo no carro e que os três deveriam para de inventar coisas. Enquanto isso, Audrey, Lee e Dylan retornam para a casa dos Polk para encontrar o vídeo de confissão da Lee e Monet, que tinha fugido. Dylan é morto por Ishmael e as três mulheres conseguem fugir da multidão, mas são separadas na floresta. Os três blogueiros retornam a floresta à noite para provarem a verdade, mas são assassinados por Lee (possuída pela Scathach), a Açougueira e sua multidão. Lee também mata Monet e tenta assassinar Audrey. Na manhã seguinte, a polícia chega ao local e encontra a carnificina. Audrey após sobreviver aos ataques de Lee, ela tenta vingança ao pegar a arma do policial, mas é morta pelos tiros dos policiais. |              |                              |                       |                            |                        |                     |
| 73 | 10           | "Chapter 10" "(Capítulo 10)" | Bradley Buecker       | Ryan Murphy & Brad Falchuk | 16 de novembro de 2016 | 2.45                |
| Os assassinatos de Lee ganhou o interesse de três séries televisivas: Crack'd, The Lana Winters Special, e Spirits Chasers, na tentativa de entender o que poderia ter levado ela a matar. Em Crack'd, houve a cobertura completa das acusações contra Lee e o julgamento da mesma que apontaram-a como inocente. Em The Lana Winters Special, a famosa repórter Lana Winters entrevista Lee sobre o desaparecimento de sua filha, acreditando que Lee tomou-a mais uma vez. A entrevista é interrompida pela chegada do verdadeiro Lot Polk, que ameaça matar Lee por vingança até que ele é baleado. No Spirits Chasers, um grupo de investigadores paranormais, incluindo Ashley Gilbert (ator de Cricket), decidiram investigar a casa em Roanoke durante a lua de sangue, a fim de capturar os espíritos da casa em filme. Eles são interrompidos por Lee furiosa, na procura de Flora. Toda a equipe de Spirits Chasers e Ashley são assassinados pelos fantasmas que aparecem, em pleno programa ao vivo, acionando a polícia. Lee é capaz de se reunir com Flora num encontro emocionante, e, na noite seguinte, ela decide se sacrificar para que ela possa proteger Priscilla da Açougueira e dar a Flora uma chance na vida. Lee acaba queimando a casa em Roanoke a fim de evitar mais mortes, e Flora sai da casa e vê como o espírito de sua mãe sai para a floresta com Priscilla. Amparada por policiais, Flora vai embora, e do topo de uma colina, os colonos começam a vir para a casa em chamas e Thomasin faz de alguns policiais presentes de suas vítimas. |              |                              |                       |                            |                        |                     |

## Produção

### Desenvolvimento
Em 10 de novembro de 2015, a FX renovou a série para uma sexta temporada, que estrearia em 14 de setembro de 2016. Em agosto de 2015, o co-criador, Ryan Murphy, comentou sobre a sexta temporada, afirmando: "A próxima coisa que estou preparando é muito, muito diferente de Hotel, mais sombrio". Em outubro de 2015, quando questionado sobre dicas e sugestões alusivas à sexta temporada (como tem sido feito desde a primeira temporada da série), Ryan Murphy revelou que ele ainda tinha que decidir definitivamente sobre um tema: "Este é um ano interessante na medida em que a ideia da qual estamos lidando se aprofunda, como já mencionei em várias temporadas. Nós realmente conversamos muito sobre isso. Eu poderia fazer isso para a sétima temporada, mas começamos a focar nisso para a sexta temporada". Em janeiro de 2016, o presidente da FX, John Landgraf, revelou que a temporada "se passaria principalmente no presente", com uma dupla linha de tempo feita a partir de "ecos do passado".
Em 2016, na PaleyFest, Ryan Murphy divulgou que as duas ideias anteriores deles [roteiristas] tinha sido considerada e havia sido incorporada para a sexta temporada, dizendo que vai envolver as crianças e temas de ópera. A temporada será composta por 10 episódios, a menor de todos as temporadas da série, com o final programado para ser exibido em 16 de novembro de 2016. Em 1 de setembro de 2016, foi relatado pela revista Entertainment Weekly que a temporada teria, possivelmente, o subtítulo The Mist, como o site Rotten Tomatoes e a revista TV Guide tinham divulgado.

### Cenografia
Peças e design colonial serão incorporados a temporada, que é teorizado para ser, pelo menos parcialmente, definida em 1590, em Roanoke, na Carolina do Norte. Uma casa de campo pioneira está sendo incorporada em Santa Clarita, Califórnia. O conjunto é completamente do período de tempo da série, incluindo uma árvore da cena. Os designers de produção construíram toda uma casa colonial, que servirá como cenário principal da temporada. A casa foi construída em uma floresta, sem nome divulgado, na Califórnia, ao longo de quatro meses. A morada é completamente funcional, mobiliada e confeccionada pelos designers por dentro e por fora. Esta é a primeira vez na história de American Horror Story que uma casa completa foi construída, o que é bastante raro para produções de cinema e televisão em geral. Um conjunto de três andares construído em Malibu Canyon não foi usado corretamente, e depois de ser derrubado em outubro de 2016, a FX "será obrigada a fazer uma extensa restauração".

### Escolha de elenco
Em outubro de 2015, Murphy twittou que convidou a estrela de Hotel, Lady Gaga, para se juntar a temporada sem título, mas não esperava uma resposta tão cedo. Mais tarde, em março de 2016, ela confirmou seu envolvimento. Emma Roberts, que participou de Coven e de Freak Show, afirmou que ela e Murphy tem falado sobre um papel "diabólico" para ela. Fazendo, anteriormente, parte do elenco de Murder House e Coven, a jovem atriz Taissa Farmiga foi o centro de fortes rumores de estar envolvida com a temporada de alguma forma. Em fevereiro de 2016, Angela Bassett confirmou seu retorno à série durante uma entrevista no programa de Larry King, sendo ela a primeira pessoa adicionada ao elenco de Roanoke. No Paleyfest, Ryan Murphy convidou Kathy Bates, Denis O'Hare, Sarah Paulson, Finn Wittrock, Cheyenne Jackson, Wes Bentley, e Matt Bomer para voltar a série para sua sexta temporada. Em maio de 2016, Jessica Lange afirmou, em uma entrevista com Charlie Rose, que ela não voltaria para a sexta ou qualquer outra temporada futura da série, dizendo: "Não, eu tive quatro anos com isso, quatro temporadas, e a cada ano era um personagem maravilhoso, tudo mudava de um ano para o outro, o que é muito interessante para mim. Mas não, eu acho que às vezes você deve colocar um ponto final". No entanto, a revista Variety publicou um artigo em setembro de 2016, dizendo que Jessica Lange apareceria.
Em junho de 2016, Leslie Jordan, ator de Coven, anunciou seu retorno à série, afirmando que ele tinha sido abordado para aparecer em Freak Show, mas não quis. Ele ficou surpreso ao receber um telefonema de Ryan Murphy novamente. No final do mês, Bomer, Jackson e Evan Peters confirmaram participação na sexta temporada. O'Hare afirmou que ele retornaria em maio de 2016. US Weekly relatou os retornos de Bentley, Bates e Wittrock. Em uma entrevista de agosto de 2016, na revista Glamour, a veterana da série, Sarah Paulson, anunciou seu retorno para o sexto ano. Ela disse sobre a série: "Eu só acho que tenho o maior trabalho no planeta, porque o meu programa de TV (American Horror Story) está entrando em sua sexta temporada e eu estou interpretando um personagem totalmente diferente, como nada que eu já interpretei". A TMZ relatou o vazamento de uma foto do protagonista de The People v OJ Simpson, Cuba Gooding Jr. Mais tarde, Cuba Gooding Jr. passou a confirmar sua presença na temporada, também anunciando que ele vai compartilhar mais tempo em tela com a ex-coestrela Paulson, afirmando: "Foi realmente um prazer para mim finalmente se envolver com ela na câmera, porque quando nós fizemos The People v OJ Simpson era mais sobre minhas cenas e, em seguida, suas cenas e estar no tribunal, mas separado. Dessa vez não estamos mais separados!". Em setembro de 2016, o ator de Glee, Jacob Artist, anunciou seu envolvimento com a sexta temporada. As atrizes Emma Roberts e Taissa Farmiga estão envolvidas no projeto e são atrizes convidadas em apenas alguns episódios.

### Filmagens
Em março de 2016, a série recebeu um crédito de imposto importante para as filmagens da temporada em Los Angeles, Califórnia, nos Estados Unidos. Murphy colocou Angela Bassett, Jennifer Lynch e Marita Grabiak para dirigir episódios durante a temporada, marcando a primeira vez em que mulheres têm recebido esse trabalho na série. Em junho de 2016, Cheyenne Jackson afirmou que já tinham clandestinamente começado a fotografia principal da temporada no início do mês. Em 1 de agosto de 2016, a TMZ publicou fotos definidas em Santa Clarita, Califórnia, que consiste de uma pequena casa e uma árvore com a palavra "Croatoan" entalhada em seu centro. Ambas as coisas são atribuídos à colônia de 1590 de 113 pessoas, em Roanoke, Carolina do Norte, que desapareceu sem deixar rastro, e a única pista deixada era a escultura. Mais tarde, a TMZ divulgou mais fotos feitas em uma floresta desconhecida na Califórnia.

## Marketing

### Campanha
A campanha de marketing para a temporada foi um dos mistérios. Em 6 de junho de 2016, todas as páginas de mídia social da série exibiam uma imagem do teaser de um número seis vermelho, com um ponto de interrogação sobreposto. Pouco se sabia sobre detalhes da trama ou do elenco, o que parecia ser uma manobra deliberada de publicidade. Os meses seguintes tiveram uma experiência de realidade virtual na San Diego Comic-Con, em 2016, uma multidão de trailers heterogêneos e cartazes, e um sorteio da Mercedes; não houve vazamentos ou anúncios de enredo. No Television Critics Association Press Tour Summer, em 9 de agosto de 2016, o chefe da FX, John Landgraf, reiterou o que havia sido relatado anteriormente, que o tema oficial do ciclo não será revelado até a exibição do primeiro episódio. Uma semana antes da estreia, a FX divulgou um trailer com "Perfect Illusion" como som de fundo, single de Lady Gaga, representando o anonimato da temporada.
Em 13 de setembro de 2016, numa entrevista, Stephanie Gibbons falou longamente sobre os riscos e ideia por trás de temporadas com completo anonimato. Explicando a origem de sua campanha, "Eu senti que iria jogar em dois aspectos da hélice humana: desejo de saber, a curiosidade para descobrir o que você não sabe, e talvez mais importante, a noção de quão poderosa retenção tem a psique humana. Muitas vezes, querer é mais gratificante do que ter". Falando sobre a enorme quantidade de material lançado online, "Há 24 teasers. Depois, há o local da antologia que traz todos juntos, bem como outro local da antologia que surgiu com o single, da Lady Gaga, uma ilusão perfeita". Quando perguntado se esta temporada teve mais teasers, cartazes, etc., Stephanie Gibbons disse: "O sexto ano teve igual robustez às temporadas passadas. Cada temporada de American Horror Story possui a mesma quantidade de apoio, porque estamos lançando-a fresca, temos de dar-lhe uma grande quantidade de recursos porque temos que levantá-la a partir do zero".
Stephanie Gibbons concluiu: "Para os criadores Ryan e Brad, a série é seu bebê. Querem adotá-lo no coração e sabem o que querem para este bebê e que o bebê é, mas eu sou a babá, não o pai. "Em todas as teorias, de fãs e repórteres (ou seja, The Mist, Roanoke)", Eu digo, aleluia! Eu amo que eles estão desfrutando o processo como nós esperávamos que os fãs iriam. Uma vez que você está se perguntando o que é algo e antecipando alguma coisa, sua mente faz uma viagem muito especial e queria muito dar a esse público algo para compartilhar, falar e debater. Logo eles certamente vão saber muito mais, relacionado com o marketing. Eles certamente vão entender. Mas eu acho que uma das emoções desta temporada é que é muito diferente—e eu quero dizer da maneira mais emocionante e impressionante, do que qualquer coisa que veio antes". Quando perguntado sobre o que ele espera que o público vai tirar com a experiência, respondeu: "Eu não posso esperar muito, espero apenas que eles gostem do que realizamos".